# Homare Sawa
Homare Sawa (Em japonês: 澤穂希, さわ ほまれ Sawa Homare; Fuchū, Tóquio, 6 de setembro de 1978) é uma futebolista do Japão que atua como meia.Defende atualmente o INAC Kobe Leonessa.

## Carreira
Sawa fez parte do elenco da Seleção Japonesa de Futebol Feminino, nas Olimpíadas de 1996, 2004, 2008 e 2012 quando foi medalhista. 

### Mundial 2011
Em 17 de julho de 2011, foi campeã mundial com a Seleção Japonesa de Futebol Feminino na Copa do Mundo da Alemanha. Além do título, ganhou a Bola de Ouro como melhor jogadora do torneio, e a Chuteira de Ouro com os 5 gols no campeonato e o prêmio Fair Play.
Em 9 de janeiro de 2012, Homare Sawa conquistou a Bola de Ouro de Melhor Jogadora do Mundo pela FIFA, superando Marta e Abby Wambach.

## Títulos e honrarias

### Individual
- 2004 - AFC Women's Player of the Year
- 2006 - MVP do Campeonato Japones
- 2008 - MVP do Campeonato Japones
- 2008 - AFC Women's Player of the Year
- 2008 - Melhor Jogadora do "East Asian Women's Football Championship"
- 2010 - Melhor Jogadora do "East Asian Women's Football Championship"
- 2011 - Melhor Jogadora, do Campeonato Mundial
- 2011 - Bola de Ouro da FIFA - Melhor Jogadora do Mundo
- Eleita nove vezes para a seleção do Campeonato Japones (Best Eleven of L League): 1993, 1995, 1996, 1997, 1998, 2005, 2006, 2007, 2008

### Por equipe

#### Seleção Japonesa
2008 - Campeã do "East Asian Women's Football Championship"
2010 - Bi-campeã do "East Asian Women's Football Championship"
2010 - Medalha de Ouro nos Jogos Asiáticos.
2011 - campeã da Copa do Mundo

#### Por clubes
- Hepta-campeã da L. League - 1993, 2005, 2006, 2007, 2008, 2010, 2011
- Hexa-campeã All Japan Women's Football Championship - 1993, 2004, 2005, 2007, 2008, 2009
- Campeã da "L. League Cup" - 2007